# Alampyris fuliginea
Alampyris fuliginea là một loài bọ cánh cứng trong họ Cerambycidae.